# Auto Esporte Clube (Amazonas)
El Auto Esporte Clube fue un equipo de fútbol de Brasil que jugó en el Campeonato Amazonense, la primera división del Amazonas.

## Historia
Fue fundado el 16 de septiembre de 1950 en Manaus, capital del estado de Amazonas, como un equipo aficionado en un periodo de crisis dentro de la ciudad por la falta de asistencia a los estadios, y fue hasta 1955 que ingresan al Campeonato Amazonense.
En 1956 es campeón estatal por primera vez venciendo en la final al Nacional Fast Clube en un partido de desempate, pasando a ser la mayor potencia futbolística del estado durante finales de los años 1950. Tres años después sería campeón estatal por segunda ocasión.
El club participa por nueve temporadas consecutivas en el Campeonato Amazonense hasta su desaparición en 1964 luego de que el Campeonato Amazonense pasara al profesionalismo.

## Palmarés
- Campeonato Amazonense: 2

1956, 1959

## Jugadores

### Jugadores destacados
- Cláudio Coelho
- Juarez Souza Cruz
- Brás Gioia
- Hélcio Peixoto
- Osmar
- Gordinho